# Rašeliniště

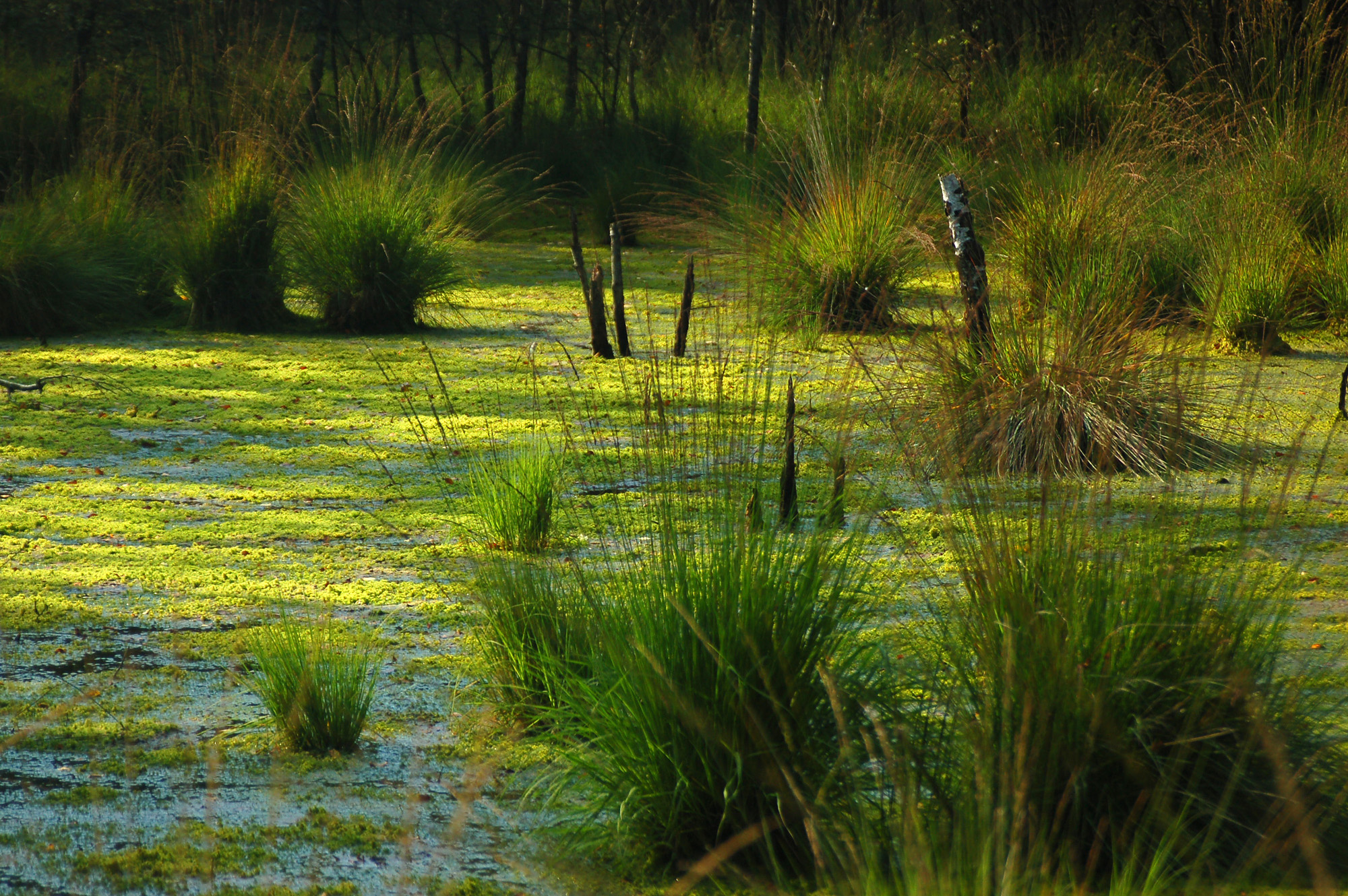
Lütt-Witt Moor, slatina v Henstedt-Ulzburgu v severním Německu

Rašeliniště (také blata nebo slatě) jsou místa vzniku, výskytu či těžby rašeliny. Jde o bažinný ekosystém, který je trvale zamokřen podpovrchovou nebo srážkovou vodou, se značnou produkcí rostlinné biomasy. Ta se v důsledku zamokření a nepříznivých podmínek pro dekompository nedostatečně rozkládá. V rašeliništi dochází k hromadění rostlinné organické hmoty. Odumřelé části rostlinného společenstva se shromažďují a ve spodních vrstvách a za nepřístupu vzduchu se přetvářejí na rašelinu.

## Rostliny rašelinišť
Dominujícími rostlinami jsou rašeliníky a ploníky, kromě nich jsou zde keříčkovitá společenstva s borůvkou, brusinkou, vlochyní, klikvou bahenní, vřesem obecným, kyhankou sivolistou, suchopýrem pochvatým atd. Rašeliniště bývají často domovem masožravých rostlin (jsou chudá na přístupný dusík a tyto rostliny ho získávají rozkladem těl bezobratlých živočichů), v Čechách na nich roste například rosnatka okrouhlolistá, rosnatka dlouholistá, rosnatka prostřední a také tučnice obecná a tučnice česká. V rašelinných tůních se často vyskytují též masožravé bublinatky, např. bublinatka jižní a vzácnější druhy jako bublinatka obecná, bublinatka prostřední, bublinatka vícekvětá atd.

## Druhy rašelinišť

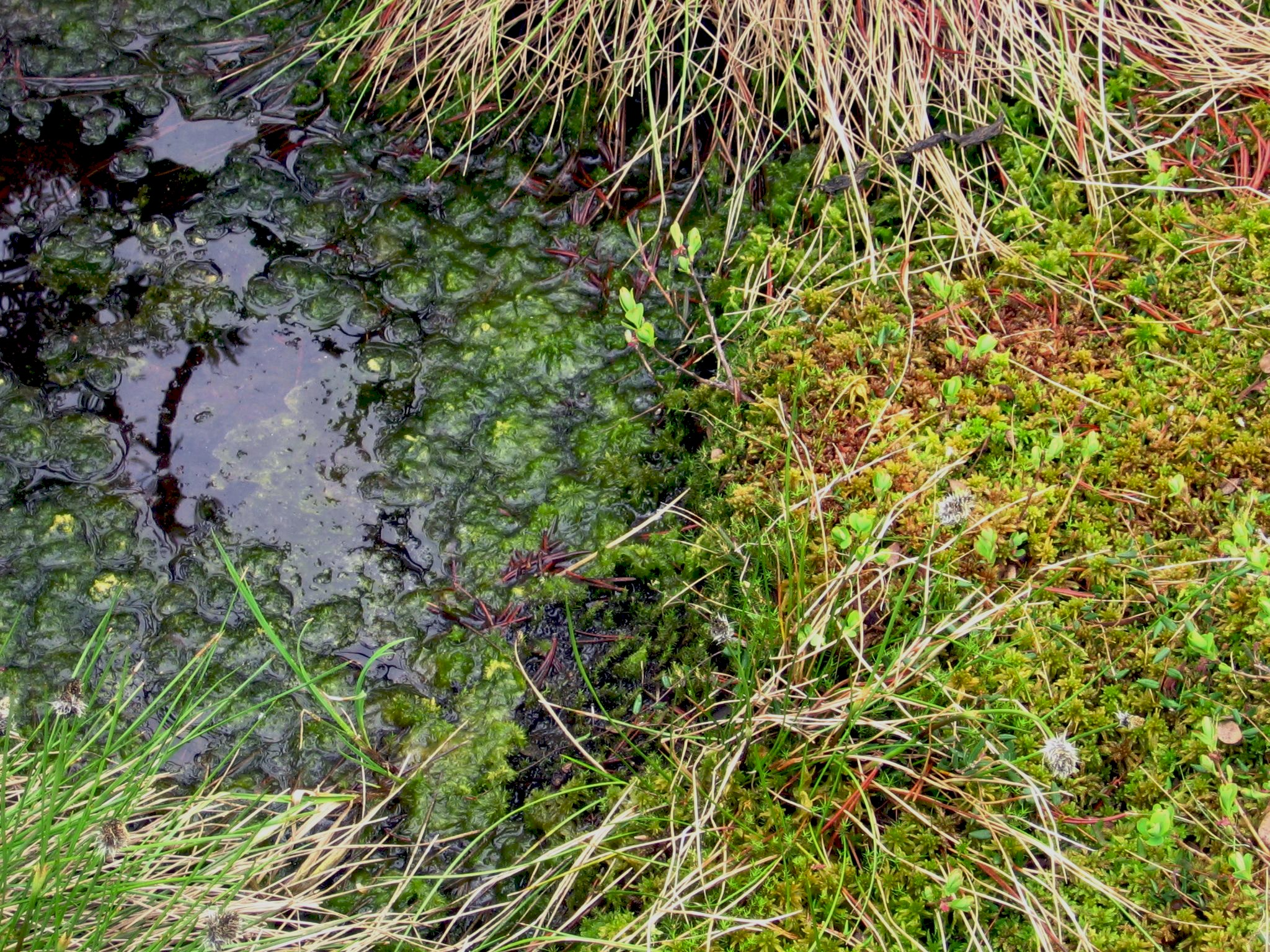
Detail rašelinné vegetace, Tříjezerní slať, Šumava

Rašeliniště se podle vyskytujících organismů, polohy, chemického složení apod. dělí na:
- rašeliniště vrchovištní – vzniká v prostředí oligotrofním, s kyselou reakcí, nižší teplotou, nízkou aktivitou mikroorganismů a s vodou obsahující málo minerálních látek. Obvykle je charakterizováno nepropustným podložím, jehož vlivem pochází prakticky veškerá voda v rašeliništi z atmosférických srážek. Z rostlin převládají pravé rašeliníky, případně též některé vřesovcovité keříčky.
- rašeliniště slatinné – vzniká v prostředí eutrofním, s reakcí neutrální, vyššími teplotami, početnější mikroflórou a se značně mineralizovanými podzemními vodami. Zadržuje menší množství vody, jeho rašelina obsahuje více huminových kyselin, bílkovin, méně hemicelulózy a bitumenů. Z rostlin převládají šáchorovité (např. ostřice, suchopýr), případně též různé mechy (nikoli však rašeliník).
- rašeliniště přechodné – je smíšeného původu. Pro jeho flóru je charakteristické společenstvo rašeliníků, mechů vlastních a vyšších rostlin snášející vlhké stanoviště chudé na živiny.

## Použití
Rašeliniště jsou využívány jako zdroj rašeliny.
V zahradnictví je rašeliniště vzácně, jako pozoruhodný biotop, i součástí zahrady, nebo parku, nebo je zde napodobován. Prostor vymezený jako rašeliniště bývá osázen zpravidla nízkými mokřadními a vřesovištními rostlinami a modelace jeho okolí napodobuje pomocí travin přirozené porosty. Často bývá napodobováno vřesoviště s obdobnou florou, ale podstatně menšími nároky na vodu.
Zahradními expozicemi rašeliniště si může pochlubit Botanická zahrada hl. m. Prahy nebo Zoologická a botanická zahrada města Plzně.

## Revitalizace rašelinišť
V souvislosti s obnovováním české krajiny do přírodě blízkého stavu se začíná v poslední době využívat nástrojů k navrácení vody do krajiny. Rašeliniště ale nezadržují vodu více než les.
Jedním z těchto nástrojů je revitalizace rašelinišť, poškozených předchozí těžbou rašeliny nebo lesnickým využíváním krajiny. Pro lesnické účely byly v minulosti lesní oblasti bohaté na vodu odvodňovány drenážními prvky, aby zde mohl být nasazen zejména hospodářsky významný smrk ztepilý. Odvodnění se provádělo pomocí drenážních (odvodňovacích) kanálů nebo drenážními trubkami, zapuštěnými pod povrch a původně zavodněná krajina byla uměle vysoušena a voda v ní zůstávala poměrně krátkou dobu a urychleně opustila území. Současnou ekonomickou nevýhodou v souvislosti s touto obnovovací činností je nutnost odepsat zásoby dřevní hmoty v lesích, které byly v minulosti rašeliništi. Nutným předpokladem je také, zejména v ČR, politická vůle poskytnout prostor pro takovéto změny v krajině dobrovolným organizacím nebo obcím.
Výsledkem revitalizace rašelinišť je zvýšení retenční (zadržovací) schopnosti krajiny zejména po přívalových deštích nebo při jarním tání. Voda v rašeliništi dále zůstává v oblasti i v době bez dešťových srážek i v suchém období. Rašeliníky zadrží vodu o 10násobku až 25násobku své suché hmotnosti; víc vody zadrží bultové než šlenkové druhy. Při obnově rašelinišť jsou výhodou nízké pořizovací náklady, které sestávají z použití levného přírodního materiálu. Obnova rašeliniště probíhá v zahrazení původní odvodňovací strouhy pomocí dřevěných prken, které po čase splynou s okolním terénem. Dále se zaslepují původní drenážní roury a vodní horizont se postupně navrací k normálnímu stavu. Kladnými prvky obnovy je při vhodném managementu i zvýšení turistického ruchu do oblasti s obnovenými rašeliništi.
Pro pohyb po rašeliništi jsou využívány hatě (povalové chodníky), uložené na zapuštěných kůlech nad úrovní terénu rašeliniště. Jedná se v naprosté většině případů o dřevěné chodníky. Použité dřevo je buď dubové nebo akátové, které má delší životnost ve stále vlhkém prostředí. Dalšími kladnými prvky po obnově rašelinišť je nasycení území vodou a vznik nových pramenišť (studánek) s čistou vodou v blízkém okolí. Do oblasti se také navracejí živočichové a rostliny vázané na vlhké biotopy. Obnovu rašelinišť v ČR provádějí zejména občanská sdružení se zaměřením na ochranu přírody nebo dobrovolníci bydlící v okolí rašelinišť. Při obnově rašelinišť se také ušetří náklady za případné vytváření nových vodních nádrží nebo stavbu retenčních nádrží a poldrů. Retenční nádrže a poldry však nemají být primárním prvkem při zadržování vody při povodních či jarním tání, ale mají se použít pouze jako doplňkový prvek k celému managementu s vodou v krajině.